# Foday Sankoh
Foday Saybana Sankoh (Masang Masayo, Sijera Leone, 17. listopada 1937. – 29. srpnja 2003.), zloglasni afrički gerilski vođa, pokretač građanskog rata u Sijera Leoneu.
Rodio se u mjestu Masang Masayo, a potječe iz etničkih grupa Temne i Loko.Bivši kaplar, fotograf na vjenčanjima i televizijski kamerman zbog svojih je zločina prozvan zapadnoafričkim Adolfom Hitlerom[nedostaje izvor].
Zbog studentskog aktivizma 1970-ih godina, uhićen je i odslužio je jedno vrijeme u zatvoru. Kasnije je dospio u hladnoratovski gerilski kamp u Libiji gdje je glavni propovjednik bio Moamer al-Gaddafi.
Jedna od osoba koje je tamo sreo zvao se Charles Taylor, budući predsjednik Liberije, njegov saveznik i financijski mecena.
Zajedno s još dvojicom suradnika, osnovao je Ujedinjeni revolucionarni front i započeo građanski rat.
Između 50.000 i 200. 000 ljudi je poginulo u 10 godina dugom sukobu.
Sankoh je novačio djecu za vojnike, naređivao masovna silovanja i amputacije, te je jednom čak zapovjedio masovnu pljačku. Kad su mu se suradnici usprotivili, pogubio ih je. Kršio je sve potpisane mirovne sporazume, a tek kad su Gvineja i Velika Britanija intervenirale 2000. godine, njegov pokret je skršen.
Stavljen je pod kućni pritvor, ali nije dočekao suđenje, jer je umro od komplikacija nakon pretrpljenog moždanog udara.